# Ferdinand al III-lea de Toscana
Ferdinand al III-lea, Mare Duce de Toscana (n. 6 mai 1769, Florența – 18 iunie 1824, Florența) a fost Mare Duce de Toscana (1790–1801; 1814–1824). De asemenea, a fost Prinț-Elector și Mare Duce de Salzburg (1803–1806) și Mare Duce de Würzburg (1806–1814).

## Biografie
Ferdinand s-a născut la Florența, Toscana, ca membru al Casei de Habsburg-Lorena. A fost al doilea fiu al împăratului Leopold, atunci Mare Duce de Toscana, și al soției acestuia, Infanta Maria Luisa a Spaniei. Când tatăl său a fost ales împărat al Sfântului Imperiu German, Ferdinand i-a succedat ca Mare Duce de Toscana, funcția fiind preluată oficial la 22 iuliee 1790.
În 1792, în timpul Revoluției franceze, Ferdinand a devenit primul monarh care a recunoscut noua Republică Franceză și a încercat să conlucreze cu ea. Totuși, cum Războaiele Revoluției Franceze au început, monarhii englezi și ruși l-au convins să se alăture de partea lor în Războiul Primei Coaliții.
Ferdinand a oferit aliaților săi suport pasiv și fără entuziasm și după ce a asistat un an la victorii răsunătoare ale francezilor, a devenit primul membru al coaliției care a renunțat. Prin proclamația dată 1 martie 1795, el a abandonat alianța și a declarat neutralitatea Toscanei.

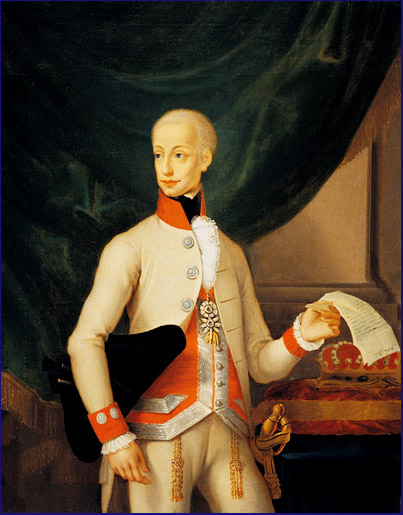
Ferdinand, Arhiduce de Austria

Normalizarea relațiilor cu Franța a ajutat la stabilizarea domniei sale timp de câțiva ani însă în 1799 a fost silit să fugă la Viena pentru protecție atunci când republicanii au stabilit un nou guvern la Florența. A fost obligat să renunțe la tron în 1801 prin Tratatul de la Aranjuez: Napoleon l-a dat deoparte pentru Regatul Etruriei creat ca o compensare pentru Casa de Bourbon din Parma deposedată prin Pacea de la Lunéville în același an (Ferdinand, Duce de Parma a renunțat la ambițiile teritoriale iar fiul său Louis a fost recompensat cu Regatul Etruriei creat din vechiul Mare Ducat al Toscanei).
Ferdinand a fost compensat la rândul său cu Ducatul și Electoratul de Salzburg. De asemenea a fost numit Prinț-elector al Sfântului Imperiu Roman, rol expirat odată cu disoluția Imperiului în 1806. 
La 25 decembrie 1805 Ferdinand a trebuit să renunțe la Salzburg, care prin Tratatul de la Pressburg a fost anexat de fratele lui mai mare, împăratul Francisc al II-lea. Ferdinand a fost numit Duce de Würzburg, un stat nou creat pentru el din fostele teritorii ale Episcopiei de Würzburg. Odată cu disoluția Imperiului în 1806 el a luat noul titlu de Mare Duce de Würzburg.
La 30 mai 1814, după căderea lui Napoleon, Ferdinand a redevenit Mare Duce de Toscana. În 1815, Ducatul de Lucca a fost "decupat" din Toscana, din nou ca o compensație pentru  Bourboni din Parma. (Lucca a fost reintegrat Toscanei în 1847.) 
Ferdinand a murit în la Florența și a fost succedat de fiul său Leopold.

## Familie și copii
La Neapole, la 15 august 1790 prin procură și la Viena la 19 septembrie 1790 în persoană, Ferdinand s-a căsătorit cu verișoara sa primară Prințesa Luisa a celor Două Sicilii  (1773-1802), fiica regelui Ferdinand I al celor Două Sicilii și a Mariei Carolina de Austria. Împreună au avut cinci copii:
- Arhiducesa Carolina Ferdinanda Teresa de Austria, născută la 2 august 1793;
- Arhiducele Francesco Leopoldo de Austria, născut la 15 decembrie 1794;
- Leopold al II-lea, Mare Duce de Toscana născut în 1797;
- Arhiducesa Maria Luisa Giuseppa Cristina Rosa de Austria, născută la 30 august 1799;
- Arhiducesa Maria Theresa de Austria, născută la 21 martie 1801;

Primii doi copii, Carolina și Francesco au murit la vârste fragede (opt respectiv cinci ani). Soția sa, Marea Ducesă Luisa, a murit la 19 septembrie 1802 la naștere odată cu copilul; toți cei trei copii care au supraviețuit erau mici. Douăzeci de ani mai târziu, la Florența, la 6 mai 1821, Ferdinad s-a recăsătorit, de data asta cu mult mai tânăra Prințesă Maria Ferdinande de Saxonia (1796-1865). Ea era fiica lui Maximilian, Prinț de Saxonia și a primei soții a acestuia, Carolina de Bourbon-Parma; din a doua căsătorie nu au rezultat copii.

## Arbore genealogic
|  |                                                     |  |  |  |  |  |  |  |  |  |  |  |  |  |  |  |
|  | 8. Leopold Iosif Carol, Duce de Lorena              |  |  |  |  |  |  |  |  |  |  |  |  |  |  |  |
|  |                                                     |  |  |  |  |  |  |  |  |  |  |  |  |  |  |  |
|  |                                                     |  |  |  |  |  |  |  |  |  |  |  |  |  |  |  |
|  | 4. Francisc I                                       |  |  |  |  |  |  |  |  |  |  |  |  |  |  |  |
|  |                                                     |  |  |  |  |  |  |  |  |  |  |  |  |  |  |  |
|  |                                                     |  |  |  |  |  |  |  |  |  |  |  |  |  |  |  |
|  | 9. Élisabeth Charlotte de Orléans                   |  |  |  |  |  |  |  |  |  |  |  |  |  |  |  |
|  |                                                     |  |  |  |  |  |  |  |  |  |  |  |  |  |  |  |
|  |                                                     |  |  |  |  |  |  |  |  |  |  |  |  |  |  |  |
|  | 2. Leopold al II-lea                                |  |  |  |  |  |  |  |  |  |  |  |  |  |  |  |
|  |                                                     |  |  |  |  |  |  |  |  |  |  |  |  |  |  |  |
|  |                                                     |  |  |  |  |  |  |  |  |  |  |  |  |  |  |  |
|  | 10. Carol al VI-lea, Împărat Roman                  |  |  |  |  |  |  |  |  |  |  |  |  |  |  |  |
|  |                                                     |  |  |  |  |  |  |  |  |  |  |  |  |  |  |  |
|  |                                                     |  |  |  |  |  |  |  |  |  |  |  |  |  |  |  |
|  | 5. Maria Tereza a Austriei                          |  |  |  |  |  |  |  |  |  |  |  |  |  |  |  |
|  |                                                     |  |  |  |  |  |  |  |  |  |  |  |  |  |  |  |
|  |                                                     |  |  |  |  |  |  |  |  |  |  |  |  |  |  |  |
|  | 11. Elisabeta Cristina de Braunschweig-Wolfenbüttel |  |  |  |  |  |  |  |  |  |  |  |  |  |  |  |
|  |                                                     |  |  |  |  |  |  |  |  |  |  |  |  |  |  |  |
|  |                                                     |  |  |  |  |  |  |  |  |  |  |  |  |  |  |  |
|  | 1. Ferdinand al III-lea, Mare Duce de Toscana       |  |  |  |  |  |  |  |  |  |  |  |  |  |  |  |
|  |                                                     |  |  |  |  |  |  |  |  |  |  |  |  |  |  |  |
|  |                                                     |  |  |  |  |  |  |  |  |  |  |  |  |  |  |  |
|  | 12. Filip al V-lea al Spaniei                       |  |  |  |  |  |  |  |  |  |  |  |  |  |  |  |
|  |                                                     |  |  |  |  |  |  |  |  |  |  |  |  |  |  |  |
|  |                                                     |  |  |  |  |  |  |  |  |  |  |  |  |  |  |  |
|  | 6. Carol al III-lea                                 |  |  |  |  |  |  |  |  |  |  |  |  |  |  |  |
|  |                                                     |  |  |  |  |  |  |  |  |  |  |  |  |  |  |  |
|  |                                                     |  |  |  |  |  |  |  |  |  |  |  |  |  |  |  |
|  | 13. Elisabeta Farnese                               |  |  |  |  |  |  |  |  |  |  |  |  |  |  |  |
|  |                                                     |  |  |  |  |  |  |  |  |  |  |  |  |  |  |  |
|  |                                                     |  |  |  |  |  |  |  |  |  |  |  |  |  |  |  |
|  | 3. María Luisa de Bourbon                           |  |  |  |  |  |  |  |  |  |  |  |  |  |  |  |
|  |                                                     |  |  |  |  |  |  |  |  |  |  |  |  |  |  |  |
|  |                                                     |  |  |  |  |  |  |  |  |  |  |  |  |  |  |  |
|  | 14. Frederic August al II-lea, Prințul Elector      |  |  |  |  |  |  |  |  |  |  |  |  |  |  |  |
|  |                                                     |  |  |  |  |  |  |  |  |  |  |  |  |  |  |  |
|  |                                                     |  |  |  |  |  |  |  |  |  |  |  |  |  |  |  |
|  | 7. Maria Amalia de Saxonia                          |  |  |  |  |  |  |  |  |  |  |  |  |  |  |  |
|  |                                                     |  |  |  |  |  |  |  |  |  |  |  |  |  |  |  |
|  |                                                     |  |  |  |  |  |  |  |  |  |  |  |  |  |  |  |
|  | 15. Arhiducesa Maria Josefa a Austriei              |  |  |  |  |  |  |  |  |  |  |  |  |  |  |  |
|  |                                                     |  |  |  |  |  |  |  |  |  |  |  |  |  |  |  |
|  |                                                     |  |  |  |  |  |  |  |  |  |  |  |  |  |  |  |